# Раббани, Салахуддин
Салахуддин Раббани (пушту صلاحالدین‎; род. 10 мая 1971, Кабул) — афганский дипломат и политик, министр иностранных дел Афганистана (февраль 2015 — октябрь 2019).

## Биография
Сын президента Афганистана Бурхануддина Раббани.
Получил образование в Университете нефти и полезных ископаемых имени короля Фахда, где получил степень бакалавра в области менеджмента и маркетинга. Затем закончил Кингстонский университет, получив степень магистра в управлении бизнесом.
Начал карьеру в качестве бизнесмена, а затем перешёл работать в Министерство иностранных дел Афганистана, где проработал в течение многих лет.
Был послом Афганистана в Турции с 2011 по 2012 годы.
В апреле 2012 года было объявлено, что он возглавит Высший совет мира Афганистана на переговорах с движением «Талибан».
С 2015 по 2019 годы был министром иностранных дел Афганистана.